# Trichorhina brasilensis
Trichorhina brasilensis är en kräftdjursart som beskrevs av Andersson 1960. Trichorhina brasilensis ingår i släktet Trichorhina och familjen myrbogråsuggor. Inga underarter finns listade i Catalogue of Life.